# مضاض جاوي
المُضاض الجاوي (باللاتينية: Euonymus javanicus) نوع نباتي يتبع جنس المُضاض من الفصيلة الحرابية (باللاتينية: Celastraceae).
ينتشر في ماليزيا وسنغافورة.